# Heptathela shei
Heptathela shei is een spinnensoort uit de familie Liphistiidae. De soort komt voor in China.